# Arhyssus hirtus
Arhyssus hirtus är en insektsart som först beskrevs av Torre-bueno 1912.  Arhyssus hirtus ingår i släktet Arhyssus och familjen smalkantskinnbaggar. Inga underarter finns listade i Catalogue of Life.